# 渋谷区の学校一覧
渋谷区の学校一覧（しぶやくのがっこういちらん）は、東京都渋谷区にある学校等の一覧。

## 小学校
- 渋谷区#小学校を参照

## 中学校
- 渋谷区#中学校を参照

## 高等学校
- 渋谷区#高等学校を参照

## 大学
- 渋谷区#大学を参照

## 専門学校

### あ
- 青山観光芸術専門学校
- 青山製図専門学校

### か
- 桑沢デザイン研究所
- 国際文化理容美容専門学校渋谷校
- 専修学校河合塾COSMO

### さ
- 清水学園専門学校
- 渋谷区医師会付属看護高等専修学校
- JR東京総合病院高等看護学園

### た
- 帝京医学技術専門学校
- 東京アナウンスアカデミー
- 専門学校東京スクール・オブ・ビジネス
  - 東京スクール・オブ・ビジネス千駄ヶ谷専門学校
  - 東京スクールオブビジネス専門学校
- 東京スクールオブミュージック専門学校
- 東放学園音響専門学校
- 専門学校東京クールジャパン
- 専門学校東京メディアアカデミー
- 専門学校東洋公衆衛生学院
- 東京スクールオブミュージック専門学校渋谷
- 東京ダンス&アクターズ専門学校
- 東京デザイン専門学校
- 東京環境工科専門学校
- 東京工業専門学校
- 東京松本英語専門学校
- 東京情報ビジネス専門学校
- 東京田中千代服飾専門学校
- 東京都立広尾看護専門学校
- 東洋工学専門学校

### な
- 日本写真芸術専門学校
- 日本デザイナー学院
- 日本デザイン専門学校
- 日本医学院歯科衛生士専門学校
- 日本柔道整復専門学校
- 日本鍼灸理療専門学校
- 専修学校日本動物学院
- 中野スクールオブビジネス渋谷専門学校

### は
- 服部栄養専門学校
- 原宿パフォーマンスビレッジ
- 専門学校ヒコ・みづのジュエリーカレッジ
- 文化服装学院
- ベルエポック美容専門学校
- 文化外国語専門学校
- 専門学校ビジョナリーアーツ

### ま
- ミューズ音楽院
- メンズファッション専門学校
- 向島医師会立看護専門学校
- 松本亨英語専門学校

### や
- 山野美容専門学校
- ヤマザキ動物専門学校
- UTB映像アカデミー
- 代々木ゼミナール本部
- 代々木造形学校

## 各種学校
- 山野日本語学校
- 東京工学院日本語学校
- 東京日本語学校
- 東京高等ダンス学校
- 東京人形学院
- ブリティッシュ・スクール・イン・東京
- 聖心インターナショナルスクール
- 日本赤十字社助産師学校

## 学習塾・予備校等
- 早稲田セミナー渋谷校
- 個一 恵比寿校
- 栄光ゼミナール代々木上原校
- ビザビ恵比寿校
- 日能研渋谷校
- yns代々木能開進研塾
- 茗渓予備校 笹塚校

## 語学スクール等
- アジア語学センター
- ECC外語学院渋谷東口校
- ケント・ギルバート外語学院
- AREオールラウンドイングリッシュ
- シアトル国際短期大学JAPAN
- シーズインターナショナルカレッジ
- ベルリッツ・ジャパン
- 河合塾国際教育センター日本語学科千駄ヶ谷校
- 河合塾国際教育センター米国大学進学コース
- TIE英語で考える外語学院
- ジオス恵比寿校
- 渋谷外語学院東京校
- GABAマンツーマン英会話表参道校
- ECC外語学院 渋谷校
- 日伊学院(スペイン語、英語、フランス語)
- NBU語学研究所(英語・TOEIC・TOEFL・イタリア語・フランス語・ポルトガル語・スペイン語・ドイツ語・オランダ語)
- カスミソウ中国語勉強会
- NESイングリッシュスクール
- シェーン英会話スクールイングリッシュスクール 恵比寿校／渋谷校
- TOMAS渋谷校
- 日米英語学院渋谷校
- ラ プロヴォンス(フランス語学校)
- イーオン 渋谷ハチ公口校, 渋谷本校
- 欧日協会 ドイツ語ゼミナール
- ドイツ語学院ハイデルベルク
- J's ランゲージスクール
- スペースアルクMRI（メディア総合研究所）語学教育センター
- トランスワールドイングリッシュスクール 渋谷校
- キャメルフォーリンランゲージスクール

## パソコンスクール等
- KENSchool 渋谷校
- ナガセキャリア 渋谷校
- セブンストリーム
- 富士通オープンカレッジ原宿校
- インターネット・アカデミー渋谷校
- パソコンスクールISA渋谷校
- 朝日コンピュータースクール（神南校）
- ISAパソコンスクール 渋谷校
- 日本情報技術専門学院
- 東京情報科学専門学院・NECパソコンS.Aスクール
- SICJビジネス学院
- 青山コンピュータ学院
- 東京コンピュータ学院
- 東京ソフトウェア学院
- 東京コンピュータ学校
- d&bマクベス
- エム・ティ・シー
- エイムOAスクール
- 東京オフィス学院
- ヒューマンアカデミー

## 音楽院・音楽スクール等
- 代官山音楽院
- USボーカル教室 京王初台校
- アウラ音楽院渋谷校
- MACCミュージックスクール
- エイベックス・アーティスト・アカデミー
- アン・ミュージック・スクール
- 中川ピアノ教室渋谷校
- アカデミー・オブ・ミュージック (Hits Village New York)
- パン・スクール・オブ・ミュージック
- 東京ミキシングスクール
- 日本ピアノ調律音楽学院

## 美容系スクール等
- ネイルアーチスト学院(東京渋谷区)(JNA認定校)
- メークアップアーチスト学院(東京渋谷区)
- 東京セラピストアカデミー代官山本部校
- タカラ・インターナショナルネイルカレッジ東京校
- タカラ・インターナショナルエステティックカレッジ東京校
- ネイルクラフトアーティスト学院(JNA認定校)
- ジャパンネールスクール
- 住田美容専門学校
- エビスビューティカレッジ
- 黒崎えり子ネイルビューティカレッジ表参道ヒルズ校
- EF Foundation日本事務局
- アーデン山中ビューティーアカデミー
- 渋谷ビューティーアカデミー
- シーズインターナショナルカレッジ 恵比寿校(ネイルスクール)
- ドッグ・ホリスティック・セラピスト・アカデミ
- 青山ヘア&メイクアップスクール
- 櫻井美樹ライフデザインルーム

## 資格取得・キャリアスクール等
- キャリアスクールファーレ
- バンタングループ(バンタンJカレッジ,バンタンインターナショナルカレッジ,バンタンキャリアスクール渋谷校,バンタンデザイン研究所,バンタン芸術学院,バンタン電脳情報学院)
- 日本不動産学院
- J・SCHOOL渋谷校　大原簿記学校
- 資格の大原渋谷校
- 津田スクール オヴ ビズネス
- 資格の学校TAC 渋谷校
- アークアカデミー 渋谷駅前校
- 東京ライセンス学院
- LEC東京リーガルマインド
- 大栄経理学院・大栄国家試験学院
- ニチイ学館渋谷校
- primary designer's college（プライマリー・デザイナーズ・カレッジ）

## サポート校
- メークアップアーチスト学院高等部
- さくら国際高等学校 東京校
- 渋谷高等学院渋谷本校
- 代々木高等学院
- 東京国際学園高等部
- 日本文理学院高等部

## 放送・映像メディア系学校
- 映画専門大学院大学
- アミューズメントメディア総合学院
- 代々木アニメーション学院
- 東京アナウンスアカデミー
- 東京ゲームデザイナー学院
- 国際アニメーション研究所
- カルチャーキューブ東京渋谷校
- イメージフォーラム付属映像研究所
- 映画映像学院
- 青山CGスクール・メロン
- 上野直樹ヴォーカルスクール
- IDCインターナショナル・ダンス学院
- 青山舞踏学院
- 東京モデル学院
- 東京芸能芸術研究所
- 東京メディアデザイナー学院
- 東京広告デザイナー学院
- 東京写真学園
- 東京演劇学院

## デザイン・工芸美術・ファッション系学校
- デザイン業界に就職・転職するための学校。
- アトリエ・エビス
- ザボ・ハウス
- 東京七宝彫金学院
- 日陶美陶芸教室
- 日本ジュエリーアカデミー
- 日本陶芸倶楽部
- 世田谷版画工房
- 創成杜の会
- 九尾芸術学園原宿教室[原宿アートスペース]
- むね美術
- 善隣表装教室
- ステンドグラスアートスクールプロ養成所
- キュービック・デザイン・アカデミー
- M de Fleur 東京校
- トップモードアーティスト学院
- SJDドッググルーミングスクール渋谷校
- SJDプロスクール
- リリカアートスクール
- アカデミー・デュ・ヴァン東京校
- ヒコ・みづのジュエリーカレッジ
- ル・コルドン・ブルー代官山校
- レコール デュ ヴァン
- 東京ファッションアカデミー
- 東京デザインテック専門学院
- カラースタジオ・ベスト
- 日本ファッション学院
- 日本設計学院
- 東京製図学校
- 東京青山設計学校
- 東京設計学校
- 東京パース造形学院
- 青山デザイナー学院
- 青山美術学院
- 東京美術学院
- エスモードジャポン
- サロン・ド・シャポー学院

## 医療・整体系スクール
- 日本ヘルス&スポーツ学院
- 芝崎骨格矯正研究所
- ナショナル整体学院・渋谷校
- 渋谷トータルボディケアアカデミー整体学校 リフレクソロジー スクール
- HPC東京
- ウィルワン・アカデミー
- 英国アーユルヴェーダカレッジ
- 日本綜合セラピー学院
- 東京整体医学院
- 東京療術学院
- A.A.C.P.認定ハンズプラクティスカレッジ
- 東京漢方整体学院

## その他
- 花田学園
- 日本話し方センター江川ひろしの話し方・生き方教室
- NBS日本速読教育連盟
- 日本福祉ビジネス専門学院
- 日本医療事務センター渋谷校
- IMB医療事務スクール渋谷教室
- 青山商科学院
- 青山経理学院
- 東京経営学院
- 東京経理学校
- 阪急スイミングスクール渋谷
- 青山ケンネルスクール渋谷校
- 東京スチュワーデス専門学院
- 啓文書会
- 赤土経営塾
- 日本バーテンダースクール
- 日本ベビーケア学院
- 日本絵本専門学院
- 日本動物植物専門学院
- 日本幼児教育専門学院
- オブベース・メディカ教育事業部
- ガルエージェンシーガル探偵学校 東京校
- DMBパイロットスクール
- KM自動車教習所 渋谷校
- GK探偵事務所 ＧＫ探偵塾